# Tahya Misr (FFG-1001)
Il Tahya Misr (FFG 1001) è una fregata missilistica della Al-Quwwāt al-Baḥriyya al-Miṣriyya, unica unità della Classe FREMM in servizio, specializzata nella lotta antisommergibile.

## Storia
La fregata lanciamissili Normandie, terza unità appartenente alla classe Aquitaine della Marine nationale, fu impostata l'8 ottobre 2009, e l'unità fu varata il 18 ottobre 2012, eseguendo la sua prima uscita in mare nell'ottobre dell'anno successivo..
Nel corso del 2014 il governo egiziano si rivolse a quello francese per stipulare un contratto relativo all'acquisto di una moderna fregata della classe FREMM (Frégate Européene Multi Missions), 24 cacciabombardieri Rafale e missili di vario tipo. Al fine di non perdere un ottimo affare la Francia si offrì subito di consegnare la propria fregata lanciamissili Normandie, che si trovava allora in fase di collaudo presso il cantiere navale della DCNS di Lorient. Il formale atto di vendita fu stipulato il 16 febbraio 2015, e la nave fu ufficialmente battezzata FFG-1001 Tahya Misr. Prima della consegna dalla fregata vennero sbarcati alcuni tipi di apparecchiature di tipo non esportabile, ed altre di tipo considerato riservato come il sistema ESM Elettronica Group Nettuno 4100, gli apparati di comunicazione satellitare (SATCOM) Syracuse, e il modulo per il lancio verticale di missili modello Sylver A-70. La fregata fu consegnata il 23 giugno dello stesso anno, insieme ad una fornitura di munizioni e missili. Il contratto con la DCNS prevedeva l'addestramento dell'equipaggio, i servizi logistici e il supporto tecnico per un periodo di cinque anni.
La fregata navigò per la prima volta sotto la bandiera egiziana il 24 giugno 2015, e come nave ammiraglia della flotta il 6 agosto successivo partecipò alla rivista navale per l'inaugurazione del nuovo canale di Suez Nell'agosto 2018 l'unità ha compiuto un'esercitazione congiunta con la similare fregata italiana Carlo Margottini, di rientro in Patria dopo aver partecipato all'Operazione Atalanta nell'Oceano Indiano.

## Caratteristiche tecniche
La fregata è equipaggiata con due centrali di navigazione inerziale Sagem SIGMA 40. Grazie alla loro tecnologia Gyrolaser (Ring Laser Gyro), questa centrali offrono un altissimo grado di precisione, aumentando l'efficacia dei sensori, degli armamenti e dei sistemi di autodifesa..
L'apparato motore del tipo CODLOG (COmbined Diesel-eLectric Or Gas) comprende 2 motori elettrici alimentati da 4 motori diesel MTU 16V4000 che possono essere impiegati per velocità di crociera fino a 16 nodi. Una singola turbina a gas Avio-GE LM 2500+G4 consente di raggiungere una velocità massima di 27 nodi. Il ponte di volo situato all'estrema poppa ha dimensioni di 26,5 x 18,5 m (490 m2), e consente di far operare un elicottero medio pesante che può essere ricoverato in un hangar di 18 x 12,5 m.

### Sistemi d'arma
- 2LM(4) per 8 missili superficie-superficie MBDA Exocet MM40 Block3 ASuW e per obiettivi terrestri;

- 2 complessi VLS a 8 celle VLS Sylver 43 per 16 missili antiaerei MBDA Aster 15;

- 1 x cannone Leonardo 76/62 SR in torretta stealth

- 2 mitragliere a controllo remoto Nexter 20M621 cal.20 mm, dotate di sistema di tiro elettro-ottico poste sul cielo dell'hangar;

- 2x2 tls per siluri antisommergibile EuroTorp MU-90 Impact

### Comando e Controllo
- Radar 3D multifunzione per la sorveglianza passiva aeronavale Thales Héraklès a scansione elettronica con sistema IFF (Identification Friend or Foe) incorporato;

- Sistema di comando e controllo DCNS SETIS;

- Sistema IRST (Infra-Red Search and Track) Arthemis;

- Apparato di supporto alle comunicazioni CESM (Communication Electronic Support measures) Altesse-C con capacità COMINT;

- Apparato di intercettazione ed analisi delle emissioni radar avversarie RESM (Radar Electronic Support Measures) Vigile-200;

- Sonar di scafo USM-4110;

- Sonar rimorchiabile a profondità variabile VDS CAPTAS;

- Sistema contromisure antisiluro SLAT (Systeme de Lutte Anti-Torpille);

## Galleria d'immagini

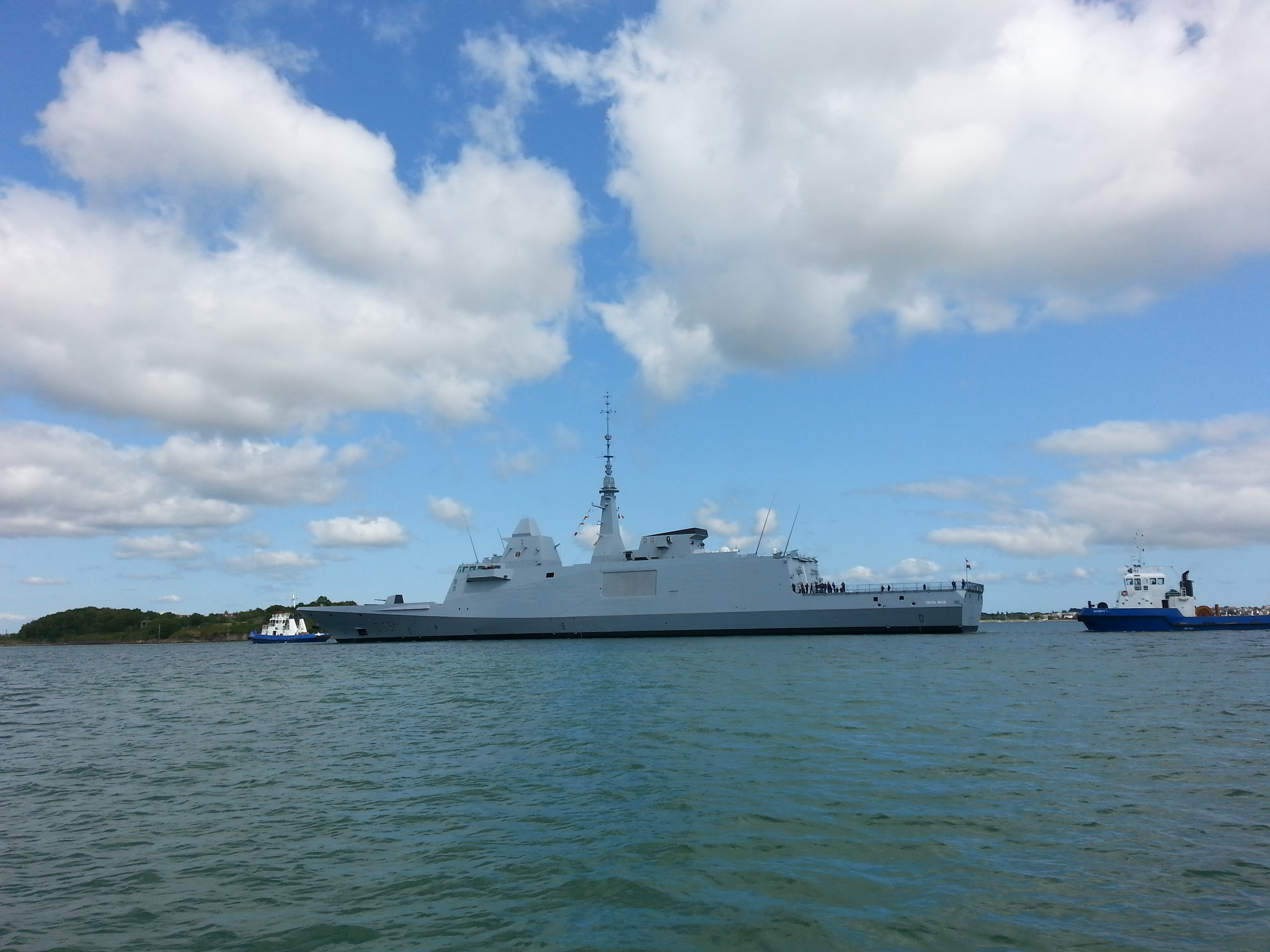
La Tahya Misr a Lorient il 2 luglio 2015
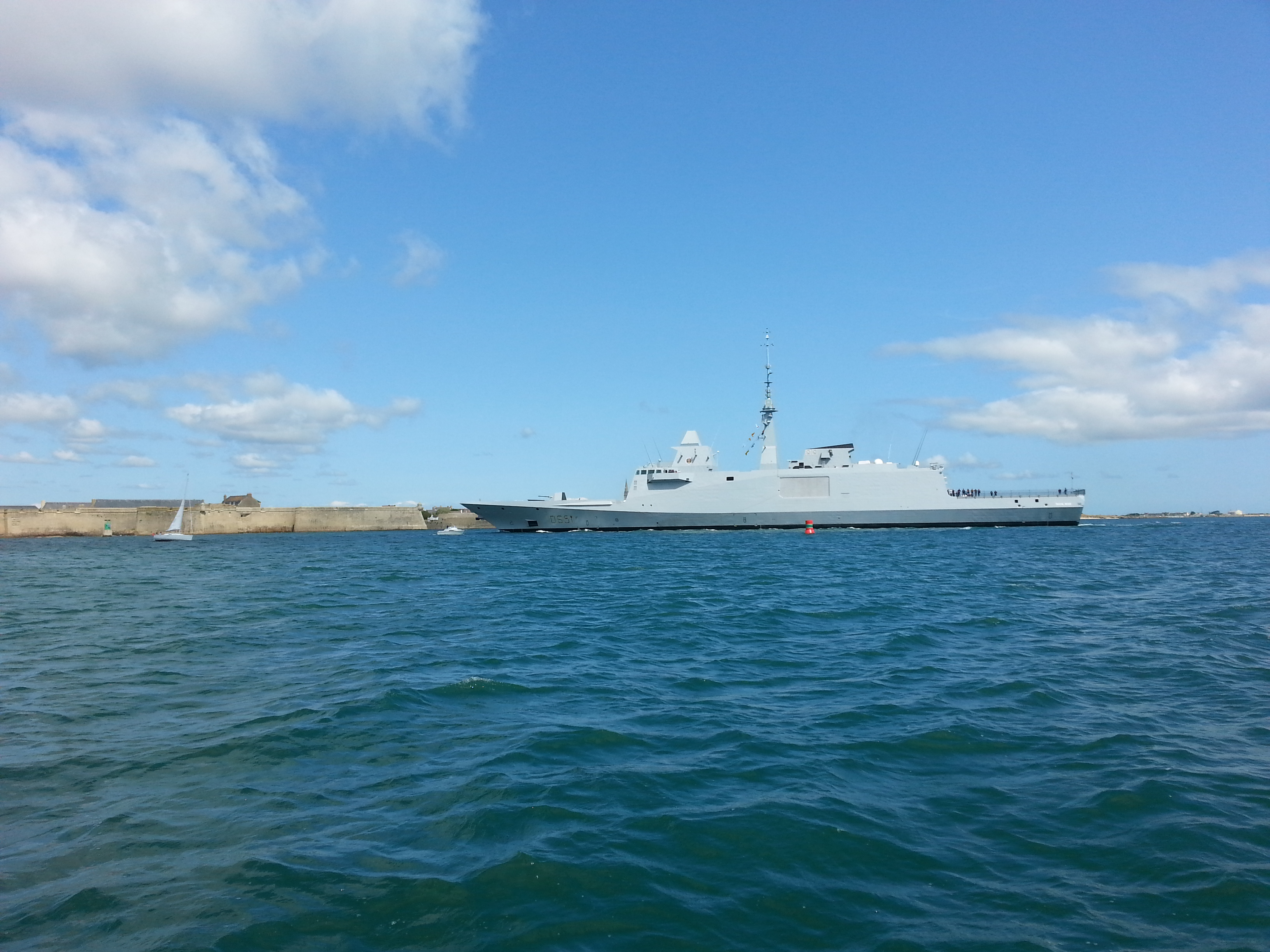
Tahya Misr

### Annotazioni
1. ↑  Che in lingua italiana significa Lunga vita all'Egitto.

### Fonti
1. ↑  Gambelli 2019, p. 68.
2. ↑   Copia archiviata, su fr.dcnsgroup.com. URL consultato il 9 febbraio 2019 (archiviato dall'url originale il 3 marzo 2016).
3. 1 2 3  Gambelli 2019, p. 69.
4. ↑  (FR) Cession de la FREMM Normandie à l’Égypte, su defense.gouv.fr, Ministère de la Défense (France), 13 febbraio 2015. URL consultato il 13 febbraio 2015.
5. ↑  http://lignesdedefense.blogs.ouest-france.fr/archive/2015/06/23/fremm-egyptienne-il-n-y-a-plus-qu-a-livrer-ce-sera-le-6-aout-14329.html
6. ↑  http://lignesdedefense.blogs.ouest-france.fr/archive/2015/06/12/la-fremm-14246.html
7. 1 2  Gambelli 2019, p. 70.
8. ↑   Copia archiviata, su ttu.fr. URL consultato il 9 febbraio 2019 (archiviato dall'url originale il 10 febbraio 2019).
9. ↑  http://tempsreel.nouvelobs.com/monde/20150804.OBS3685/le-pari-fou-du-deuxieme-canal-de-suez.html
10. ↑  (FR) Sagem met à disposition des équipements pour l'OPV Gowind, in Mer et Marine, 16 giugno 2011. URL consultato il 29 novembre 2016 (archiviato dall'url originale il 30 novembre 2016).